# 鋼芯鋁纜
鋼芯鋁纜，或稱鋼芯鋁線、鋼芯鋁絞線(Aluminium Conductor Steel Reinforced, or ACSR)，是使用在架空電線上，以拉力強之鋼線作為導線之心，周圍繞以鋁線供通電的纜線。外層使用鋁線因鋁具有良好導電性、重量輕、較銅便宜。內層使用鋼線因其拉力強。有趣的是，雖然鋼線的導電性較差，但由於集膚效應，電流大部份經由纜線外層通過。因此內層導電性較差也無所謂，內層鋼線材質阻抗雖較高對導電品質影響卻有限。